# Paracharora popovi
Paracharora popovi är en insektsart som beskrevs av Fishelson 1993. Paracharora popovi ingår i släktet Paracharora och familjen gräshoppor. Inga underarter finns listade i Catalogue of Life.